# Johan Georgsson Wegelin
Johan Georgsson Wegelin, född 7 november 1768 i Stockholm, död där 6 maj 1843 i Katarina församling, Stockholms stad, var en svensk affärsman och talman för borgarståndet.

## Biografi

Porträtt i helfigur av Johan Wegelin iklädd Nationella dräkten med Vasaordens kommendörskors runt halsen. I bakgrunden ett svenskt Handelsfartyg. Avporträtterad 1811 av Carl Fredrik von Breda.

Johan Georg Wegelin föddes som son till körsnären Georg Wegelin (1738-1815) och Maria Elisabet Nordström (1740-1820). Wegelin tillhörde den från Livland inkomna släkten Wegelin. Farfadern var körsnären i Stockholm Georg Wegelin och hans farfars far var körsnären i Riga Anton Wegelin (död 1714). Denne Anton Wegelin hade två söner, den äldre sonen hette Georg Wegelin och den yngre sonen hette Anton Wegelin, han var född 1678, och och han blev likaledes körsnär i Riga. Dennes son Johan Wegelin var född 1711 i Riga i svenska Livland och död 1788 på Marielund, Funbo socken. I Sverige var han verksam som körsnär, grosshandlare, sockerfabrikör och brukspatron. Brukspatronen Johan Wegelin föddes som son till Anton Wegelin i den borgerliga släkten Wegelin och hans hustru Elisabeth Sticht.
Johan Wegelin var gift 1) 1792 med Katarina Margareta Burman, död 1794, 2) 1795 med Anna Margareta Sundström, död 1816 och 3) 1843 med Anna Charlotta Björkegren. Släkten Wegelin från Riga härstmmar från Anto Wegelin, borgare i Riga 1665, körsnärmästare 1674 och ålderman 1685, död senast 1707 i Riga. Av hans ättlingar utvandradde sonsonen Johan Wegelin och sonsonens son Georg Wegelin till Stockholm. Släkten utslocknade i Sverige 1918.
Wegelin blev grosshandlare i Stockholm 1795 och fick titeln kommerseråd 1808. Åren 1805-1810 var han fullmäktig i riksbank och i Riksgäldskontoret 1812-1829. Wegelin var fullmäktig för Stockholms borgerskap vid valriksdagen i Örebro 1810, då han även förordnades till talman för borgarståndet, samt vid riksdagarna 1812 och 1815. Han var borgarståndets talman (Johan Georg Wegelin) i riksdagen i Örebro 1810. Riksdagen i Örebro 1810 var en urtima riksdag, som sammankallades för att välja en ny tronföljare efter att Karl XIII:s adopterade son, kronprins Karl August, hade avlidit hastigt. Riksdagen öppnades den 30 juli och pågick under en period då Sverige var i en kritisk politisk situation. Valet av tronföljare föll på den franske marskalken Jean Baptiste Bernadotte, som senare blev Karl XIV Johan. Den lagtima riksdag som sammankallades 1809 varade dock fram till början av 1810. Det rör sig därför om två riksdagar detta år. Johan Georg Wegelin var borgarståndets talman för åren 1810, 1812 och 1815.
Wegelin hade många förtroendeuppdrag, han var till exempel direktör i Aktiebolaget Sjöassurans Kompaniet och medlem av direktionen, direktör, för AB Göta kanalbolag från början till 1828. Göta kanalbolag bildades 1810 i samband med att Göta kanal började byggas. Bygget var klart 1832 och det var ett av de största byggnadsprojekt som någonsin genomförts i Sverige. År 1832, efter 22 år var det hårda arbetet med att förena Östersjön med Västerhavet färdigt. Göta kanal sträcker sig från Sjötorp vid Vänern vid Göta kanals västra ändpunkt till Slätbaken, som ligger längst in i viken vid den östra änden av Göta kanal vid Mem, en djup havsvik nära Söderköping, och är 190 km lång med 58 slussar. Av sträckan är 87 km grävd, för hand, av cirka 58 000 svenska soldater.

## Utmärkelser
- Kommendör av Vasaorden[3]
- Carl XIII:s orden[4]

[Redigera Wikidata]